# Mainz
Mainz (Nederlands, verouderd, Ments; Frans: Mayence) is de hoofdstad en grootste stad van de Duitse deelstaat Rijnland-Palts (Rheinland-Pfalz). De stad telt 217.123 inwoners (31 december 2020) op een oppervlakte van 97,76 km². Mainz behoort niet tot een Landkreis en is daarom een kreisfreie Stadt. De stad ligt op de linkeroever van de Rijn tegenover de plaats, waar de Main in de Rijn vloeit. Mainz ligt op de 50e breedtegraad noorderbreedte.

## Geschiedenis
Mainz heeft een geschiedenis, die teruggaat tot de prehistorie. Op de plaats van een Keltische nederzetting stichtte de Romeinse generaal Drusus in 13/12 v. Chr. een legerkamp. Hieruit ontwikkelde zich de stad Mogontiacum, het huidige Mainz. Vooral de brug over de Rijn maakte de stad van groot strategische belang. Na de splitsing van Germanië werd Mainz in het jaar 90 na Chr. officieel de hoofdstad van de provincie Germania Superior, vanaf circa 300 Germania Prima genoemd.
Mainz was in de vierde eeuw al een bisdom. Vanaf de achtste eeuw hadden de (aarts)bisschoppen er wereldlijke macht. Belangrijke figuren uit de middeleeuwse geschiedenis van Mainz zijn: Bonifatius (ca. 675-754; de eerste aartsbisschop van Mainz), Hrabanus Maurus (780-856); aartsbisschop en toonaangevend geleerde) en Willigis (ca. 940-1011; aartsbisschop en aartskanselier van het Heilige Roomse Rijk). Het was Willigis die van keizer Otto III in 983 de "Veronese schenking" ontving, waarbij een flink deel van de Rheingau onder het aartsbisdom werd gebracht. Willigis liet
een voorloper van de Dom van Mainz en de Sint-Stefanuskerk bouwen. De bisschoppen van Mainz voerden de eretitel Primas Germaniae. Later behoorden de Mainzer aartsbisschoppen tot de zeven keurvorsten in het Heilige Roomse Rijk.
Mainz kreeg in 1476 voor het eerst een universiteit, maar deze werd in de zeventiende eeuw gesloten. De huidige Johannes Gutenberg Universiteit dateert van 1946. Deze universiteit is genoemd naar Johannes Gutenberg, die geldt als de uitvinder van de boekdrukkunst in Europa en zelf uit Mainz kwam.
In 1631, tijdens de Dertigjarige Oorlog, moest aartsbisschop en keurvorst Anselm Casimir Wamboldt von Umstadt vluchten voor de protestantse troepen. De Zweden vestigden tussen 1632 en 1634 hun hoofdkwartier in Mainz. De stad werd versterkt met het Zweedse legerkamp Gustavsburg, katholieke bezittingen werden aangeslagen en de lutherse kerkorde werd ingevoerd. De bibliotheek van de keurvorst werd geplunderd en deze periode was een van economische achteruitgang. Pas in 1636 kon de keurvorst terugkeren naar Mainz.
In 1792 werd Mainz ingenomen door Franse revolutionaire troepen, die vervolgens de Republiek Mainz uitriepen. Negen maanden later werd de stad heroverd (zie: beleg van Mainz).
Mainz hanteert een bijzondere wijze van het bewegwijzeren van straatnamen, daterend uit 1853: alle straten parallel aan de Rijn hebben blauwe straatnaamborden, de straten loodrecht op de Rijn zijn met rode straatnaamborden aangegeven.

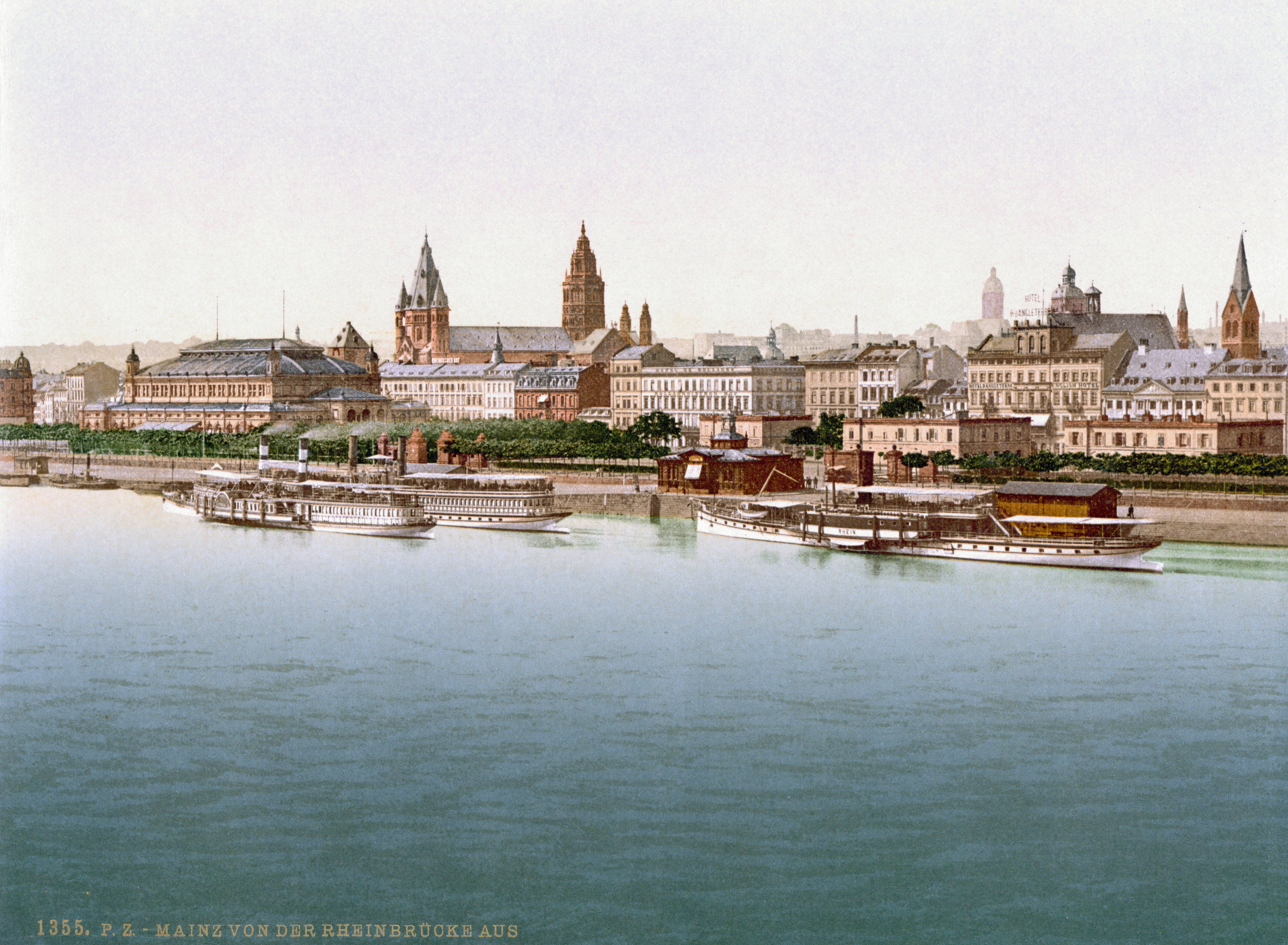
Mainz en de Rijn in 1900

In de Tweede Wereldoorlog werd een groot gedeelte van de stad vernietigd, vooral door een Engels bombardement in augustus 1942. 
Na de oorlog werden bij de bestuurlijke herindeling van Duitsland zes stadsdelen aan de oostzijde van de Rijn ingedeeld bij de nieuwe bondsstaat Hessen. Drie van die stadsdelen gingen naar Wiesbaden, dat sindsdien groter is. De treinstations in die wijken dragen nog de naam van Mainz in zich. Na de oorlog werd de binnenstad gerestaureerd, waarbij het middeleeuwse stratenpatroon behouden bleef.

## Economie

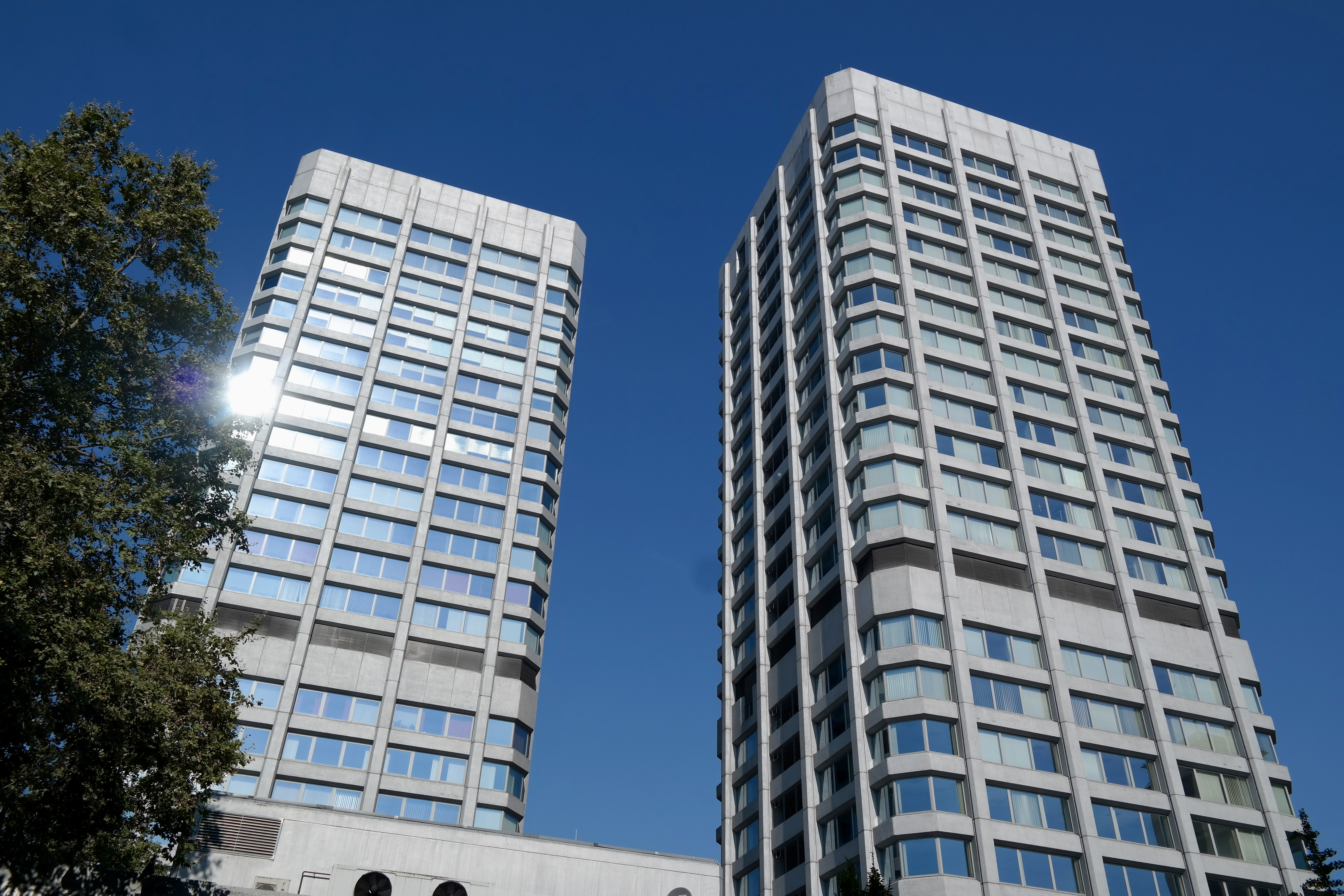
De Bonifazius-Türme behoren sinds eind jaren 70 tot de hoogste gebouwen van de stad

Mainz heeft een veelzijdige economie, met onder andere een universiteit, de regeringsgebouwen van het bondsland Rijnland-Palts en verschillende mediabedrijven. Ook het hoofdkantoor van DB Cargo is in Mainz gevestigd. Er is een glasfabriek, die door de deling van Duitsland zich sterk kon ontwikkelen, doordat de concurrentie van de glasindustrie van Jena in de DDR wegviel. Ook staat er een fabriek van onder meer toiletpapier, maandverband en zwangerschapstesten.
In 2008 ontstond het biochemiebedrijf BioNTech, dat medicijnen ging ontwikkelen tegen kanker. Tijdens de COVID19-pandemie in 2020 bracht BioNTech samen met het Amerikaanse Pfizer een vaccin op de markt, dat in 2021 ingezet werd bij de beheersing en bestrijding van de pandemie. Maar het vaccin gaf ook een boost aan de economie van Mainz: er kwam werkgelegenheid bij en het tekort in de gemeentekas werd omgezet in een overschot.

## Kunst, cultuur, erfgoed

### Bezienswaardigheden
Mainz heeft een bezienswaardige binnenstad, met als belangrijkste monument de Dom van Mainz, een van de drie romaanse keizerkerken langs de Rijn. Interessant is ook de Sint-Stefanuskerk, met glas-in-loodramen van Marc Chagall.
- Romeins theater van Mainz, ruïnes van het grootste antieke theater ten noorden de Alpen
- Jupiterzuil van Mainz, reconstructie van ruim 9 m hoge, gebeeldhouwde zuil met bronzen Jupiterbeeld
- Citadel van Mainz, groot vestingwerk uit 1660
- Deutschhaus, 18e-eeuws barokpaleis, in gebruik als parlementsgebouw van Rijnland-Palts
- Osteiner Hof, 18e-eeuws stadspaleis, in gebruik als hoofdkwartier van de legerleiding
- Theodor-Heussbrug, brug over de Rijn uit 1885

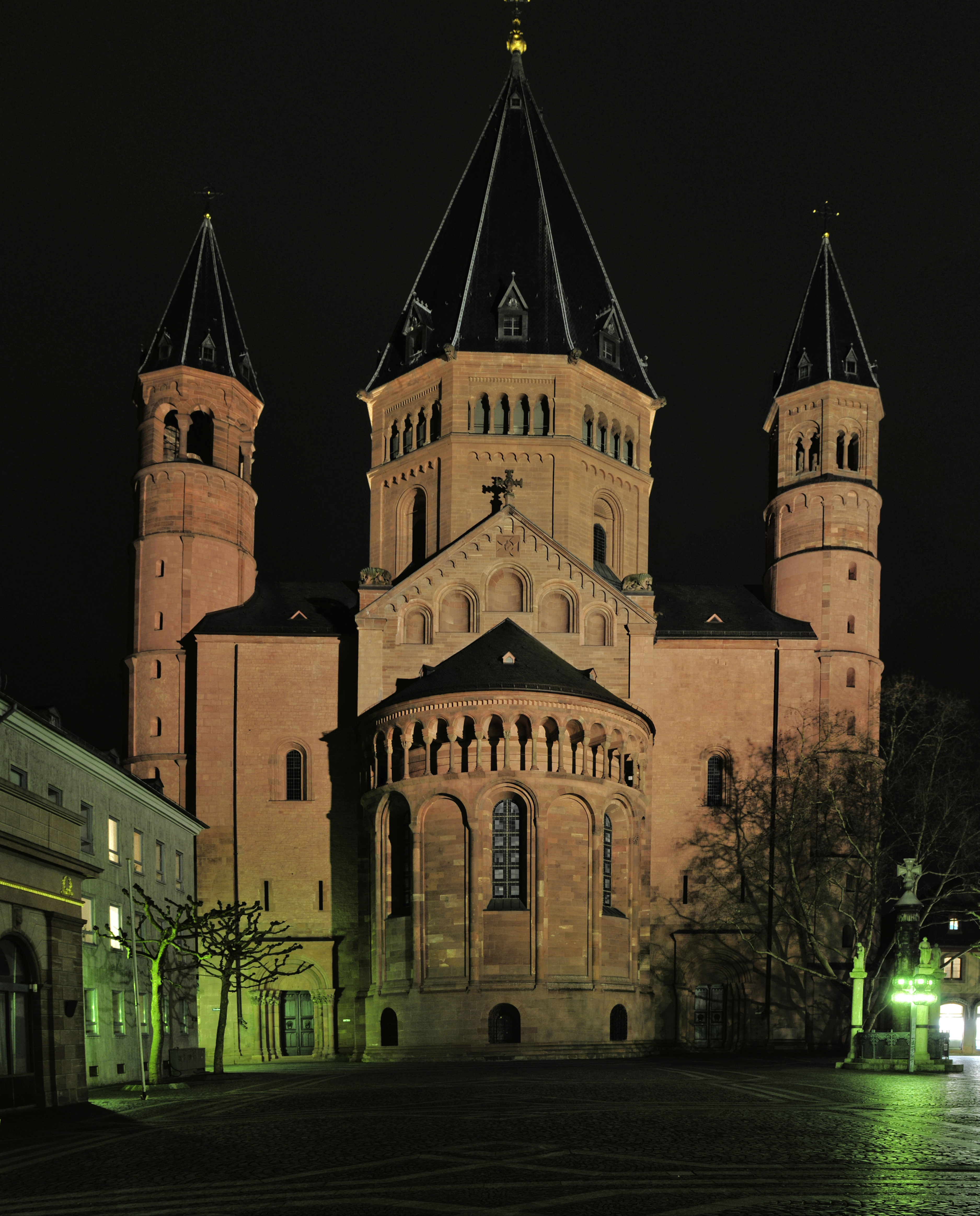
Dom van Mainz
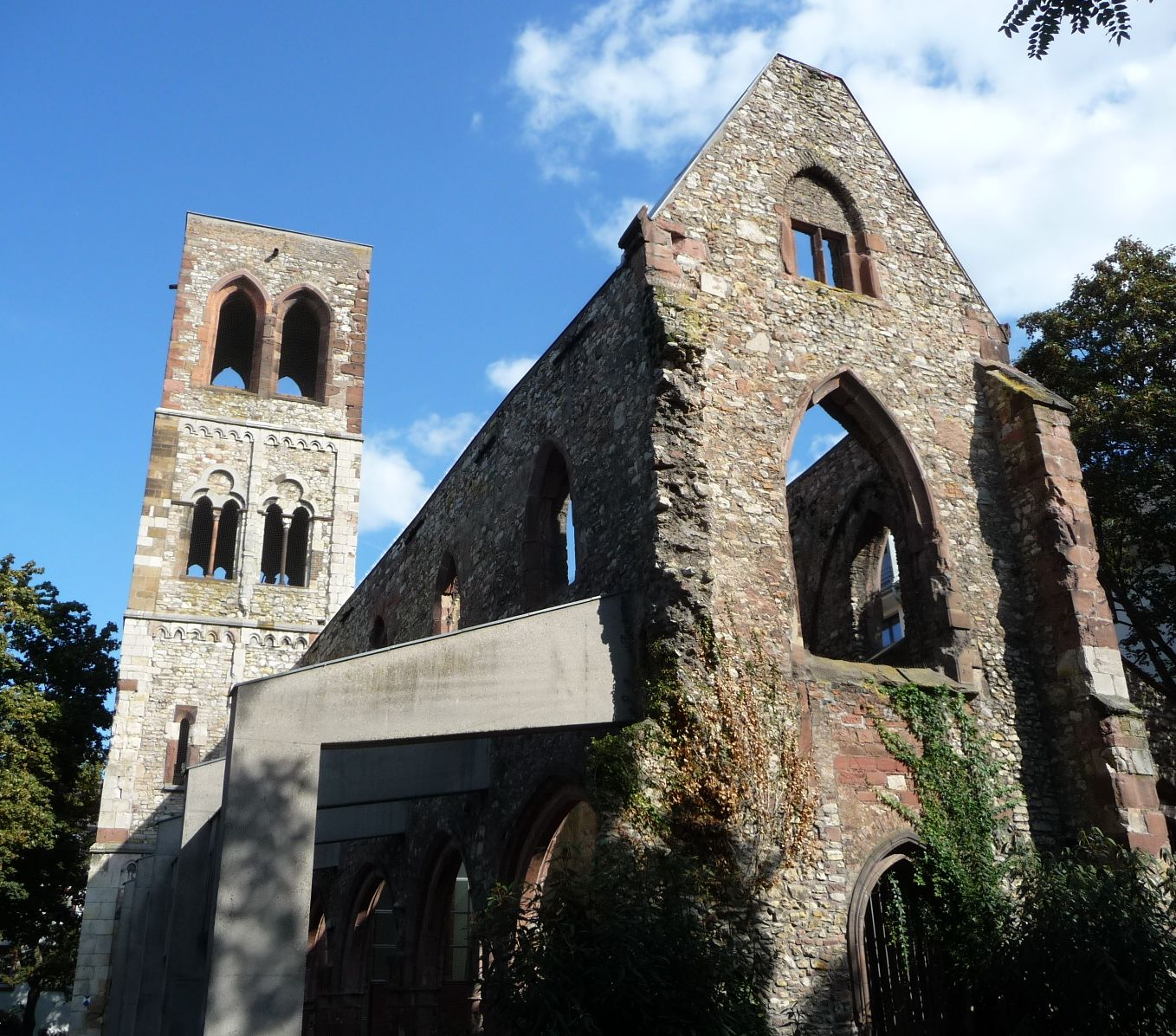
Sint-Christoffelkerk
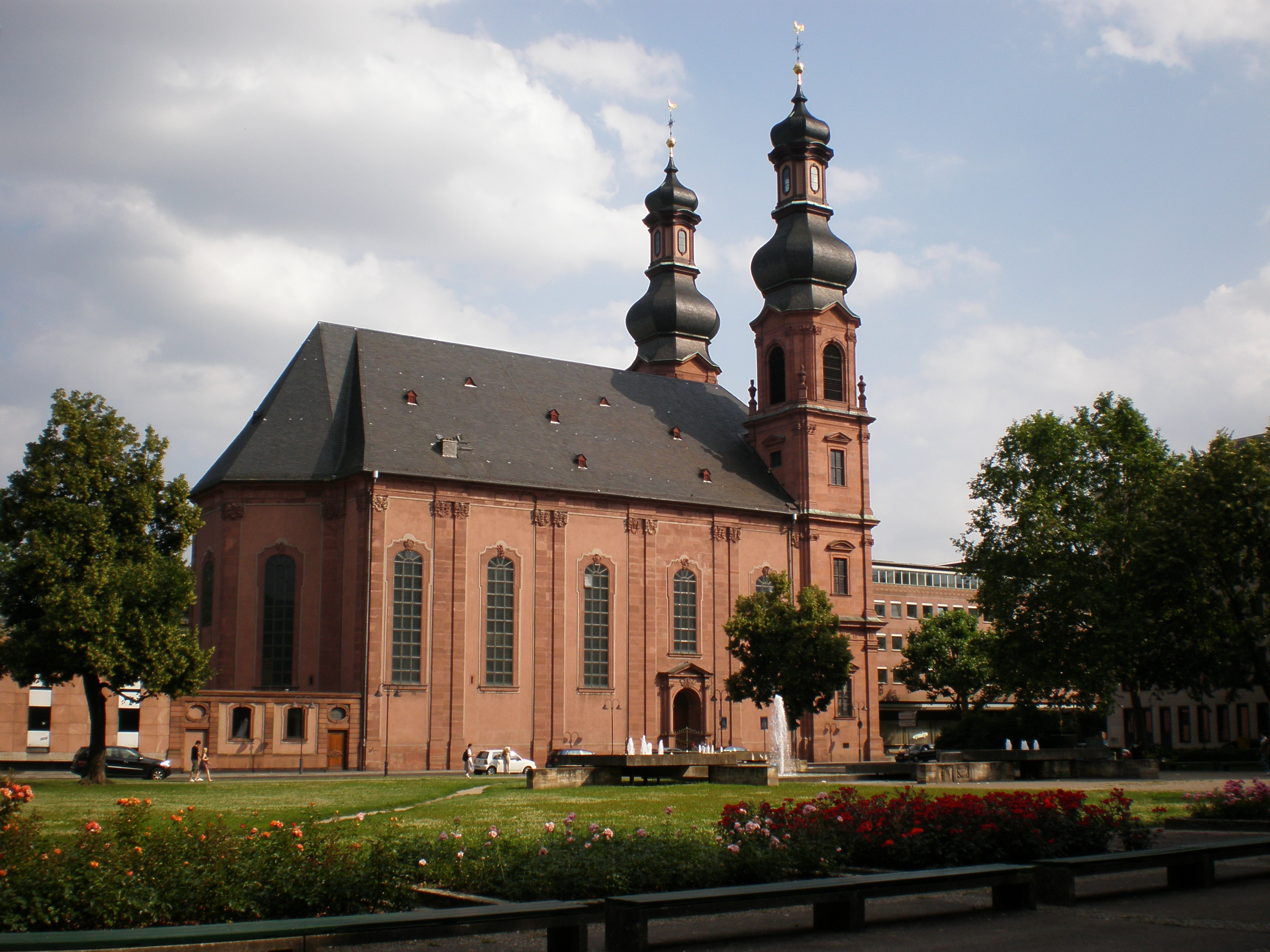
Sint-Petruskerk
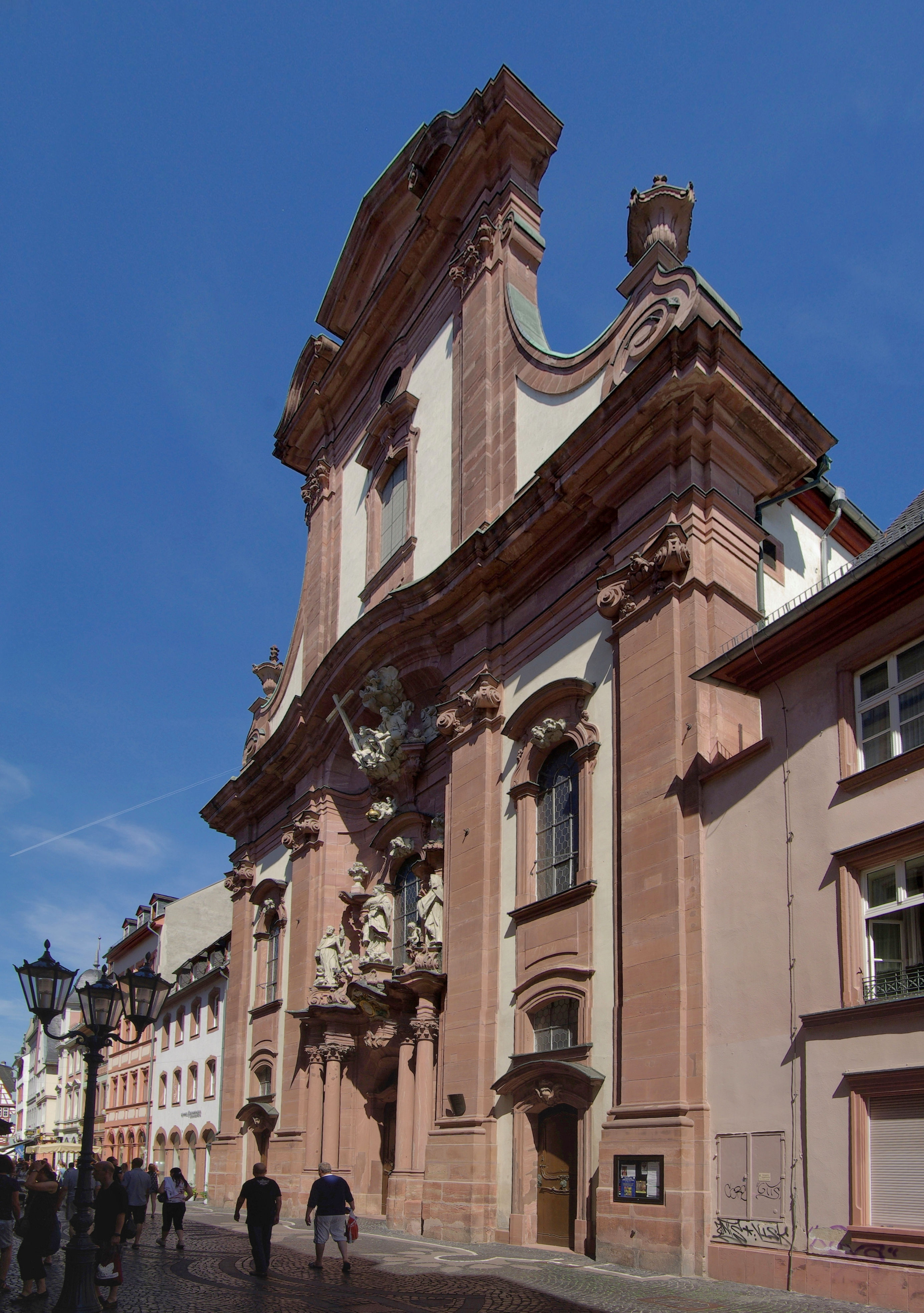
Augustijnerkerk
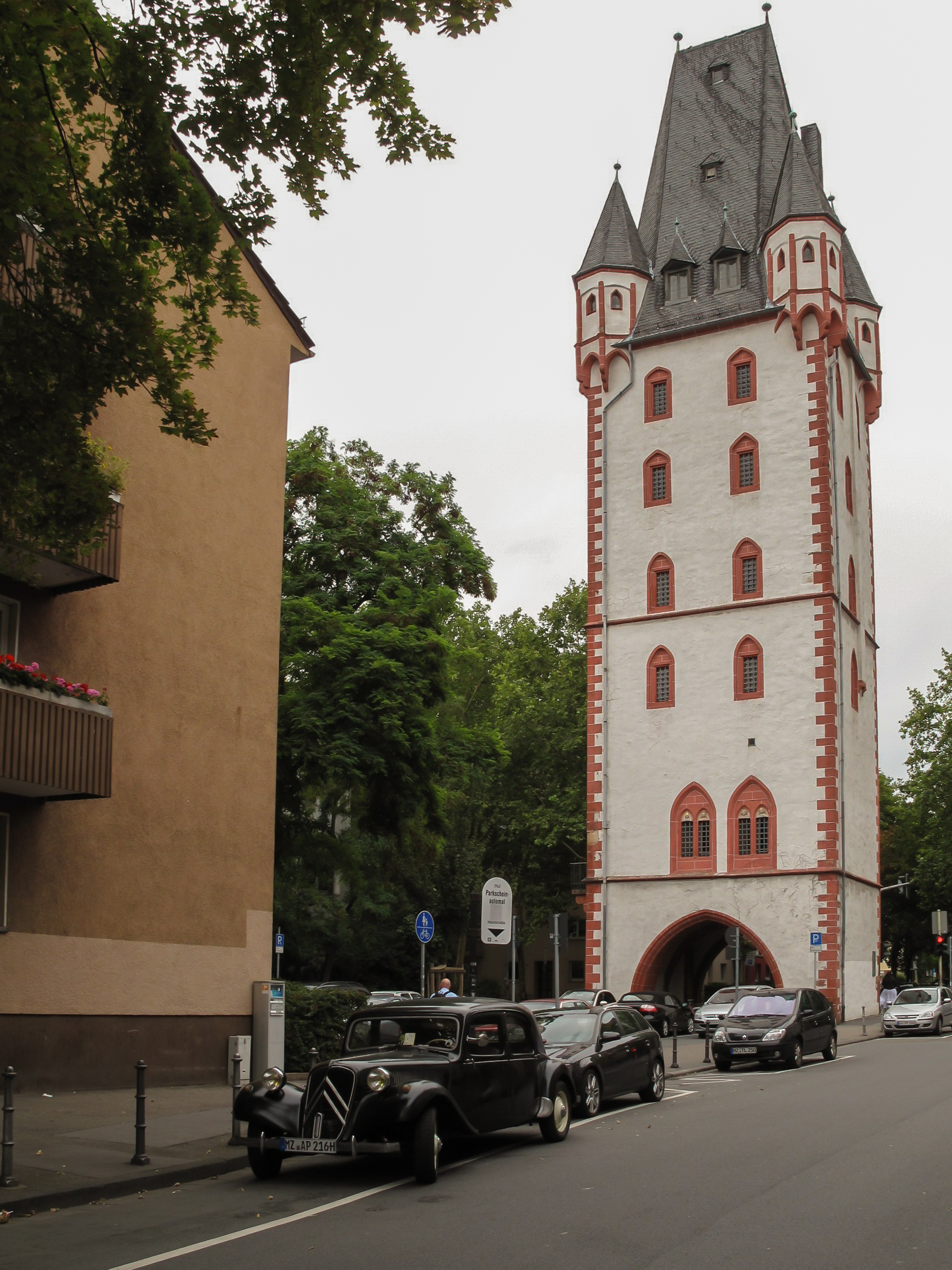
Holzturm
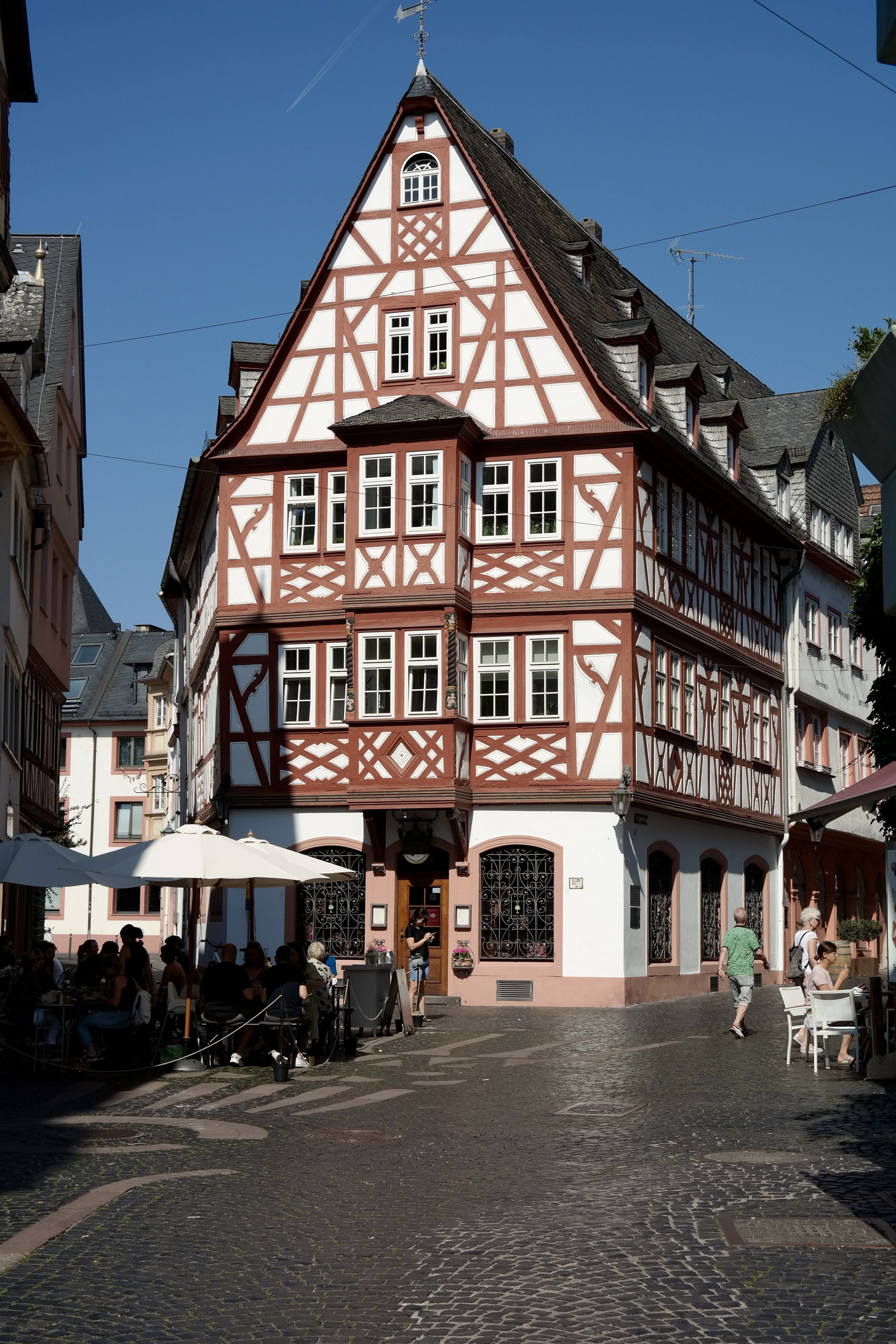
Weinhaus zum Spiegel
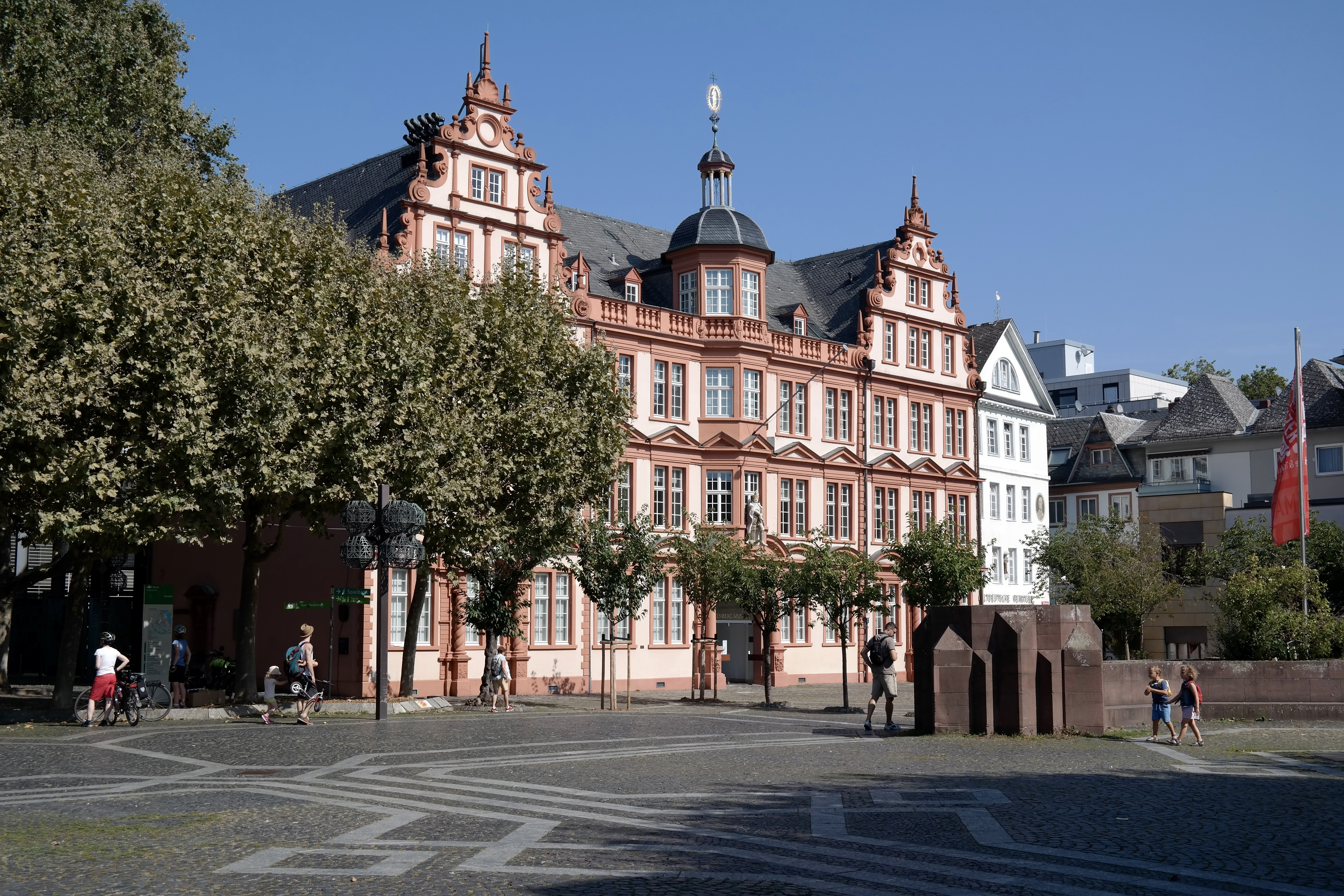
Haus Zum Römischen Kaiser met het Gutenberg Museum
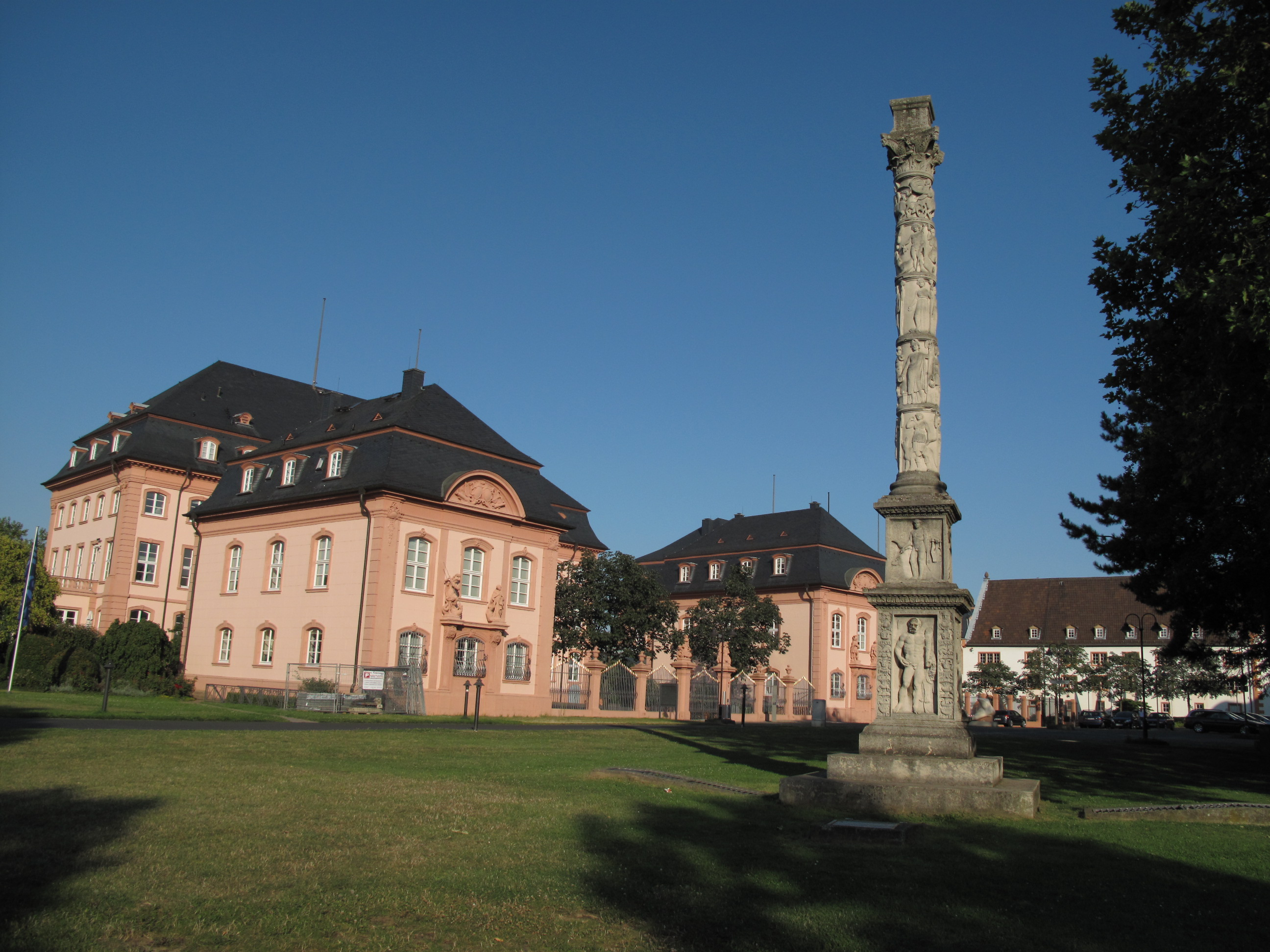
Deutschhaus en Jupiterzuil
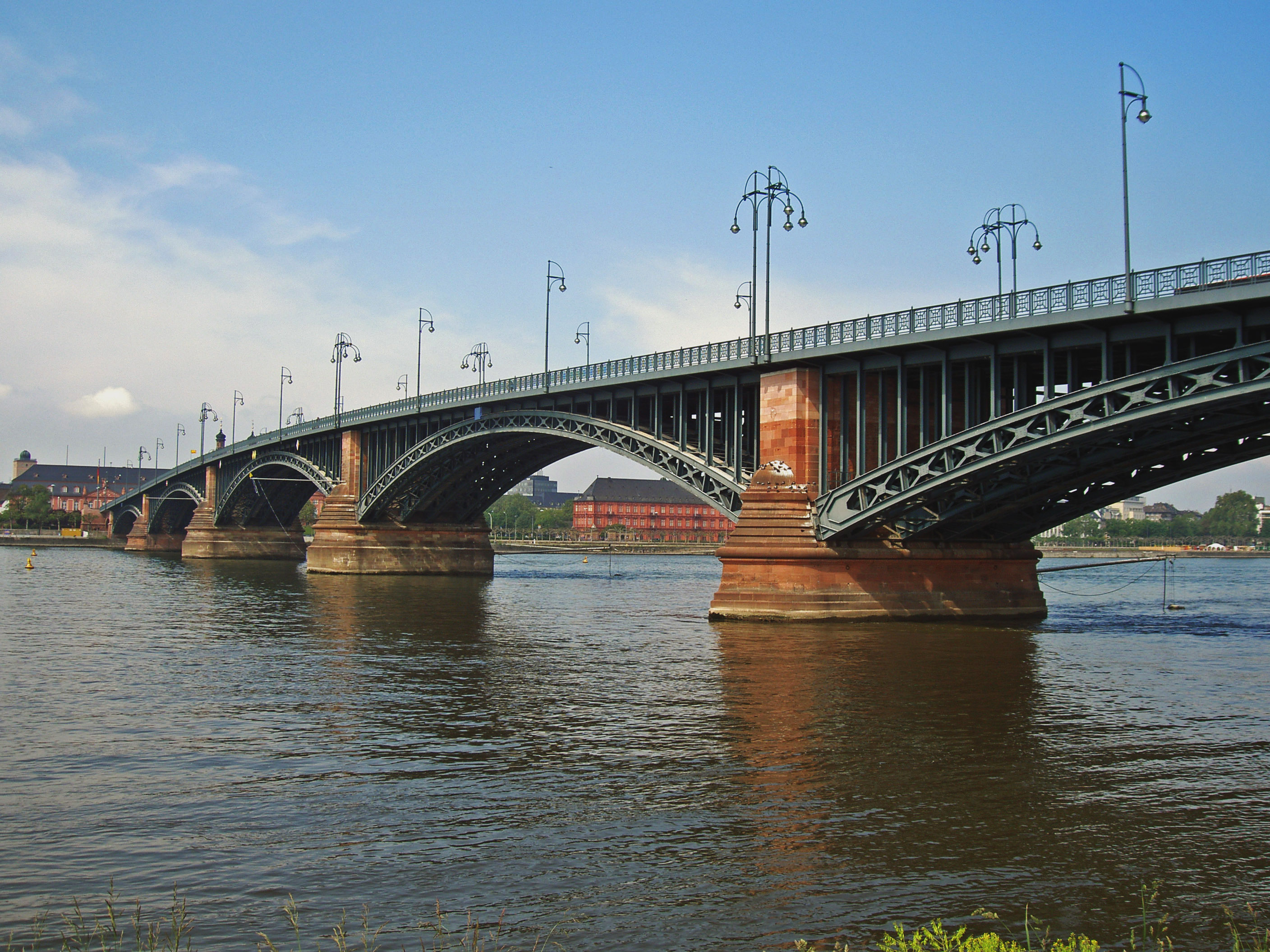
De Theodor Heussbrug uit 1885

#### Kerken
- Sint-Quintinuskerk, uit de 8e eeuw; deels herbouwde gotische kerk
- Maria ad Graduskerk, uit de 9e eeuw; begin 19e eeuw gesloopt
- Sint-Christoffelkerk, ruïne van gotische kerk, tijdens de oorlog uitgebrand
- Sint-Petruskerk, barokkerk; oorspronkelijk uit de 10e eeuw
- Augustijnerkerk, barokkerk
- Christuskerk, neobarokke kerk
- Sint-Stefanuskerk (Mainz-Gonsenheim), neogotische kerk

#### Musea
In de stad staan diverse musea, waaronder het Gutenberg Museum (onder andere twee Gutenberg-bijbels), het Römisch-Germanisches Zentralmuseum (oudheden uit de Keltische en Romeinse periode; gelieerd aan het wetenschappelijke instituut  Leibniz-Forschungsinstitut für Archäologie; het museum is op 1 januari 2023 herdoopt in: Leibniz-Zentrum für Archäologie (LEIZA)) en het Landesmuseum (kunst en gebruiksvoorwerpen vanaf de Romeinse tijd tot heden, met een zekere nadruk op de Middeleeuwen).

#### Folklore en evenementen
In Duitsland is Mainz, samen met Keulen, de stad waar het Rijnlands carnaval het uitbundigst wordt gevierd.

#### Sport
1. FSV Mainz 05 is de professionele voetbalclub van Mainz en speelt in de Mewa Arena. Sinds 2009 speelt de club op het hoogste niveau van de Bundesliga.

## Media

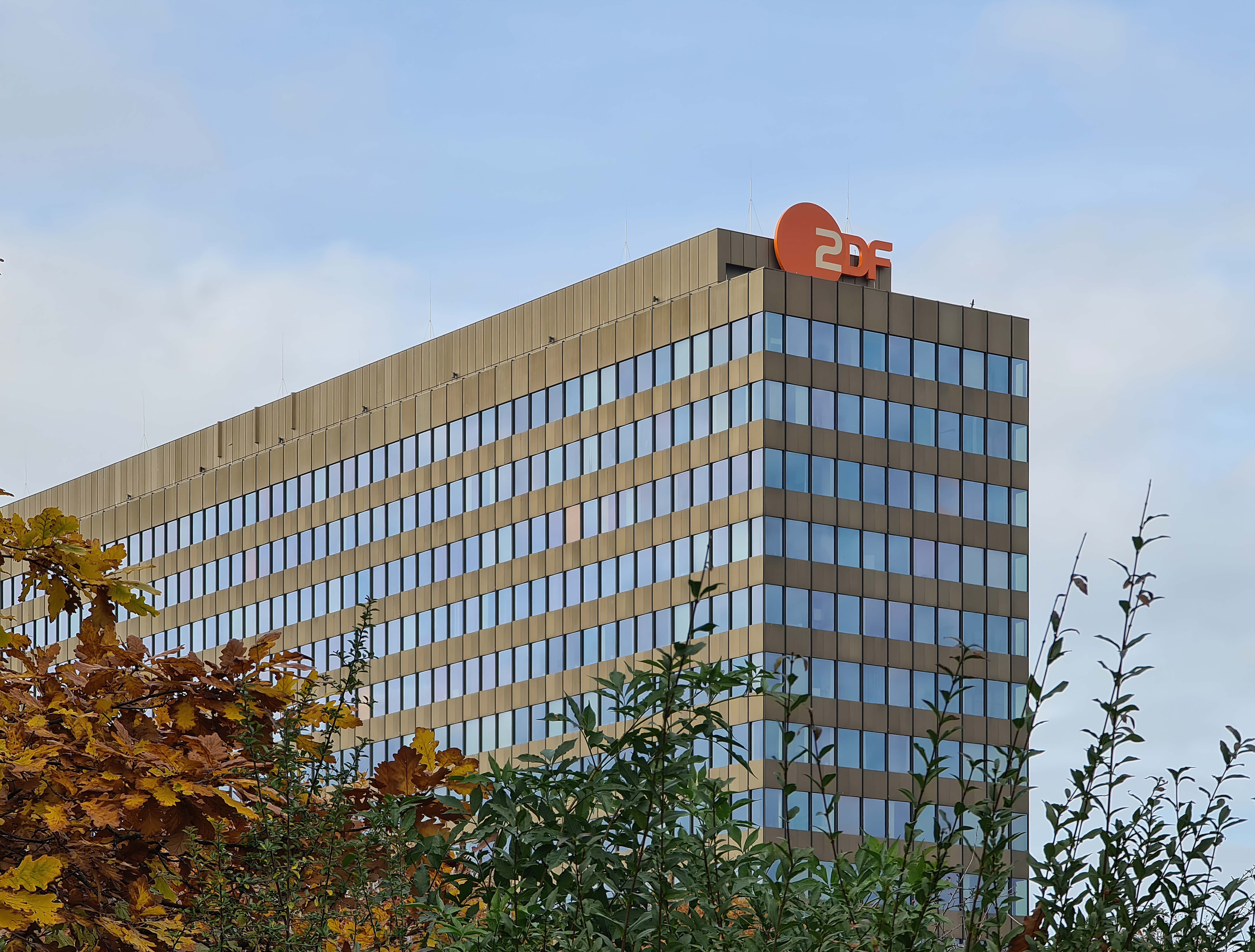
Hoofdkantoor van ZDF in Mainz

In Mainz bevinden zich de hoofdkantoren van ZDF, SWR en 3sat en de stad staat om die reden bekend als mediastad. Het plaatselijke dagblad, de Allgemeine Zeitung, heeft een geschiedenis die teruggaat tot 1850 en verschijnt sinds 1947 onder zijn huidige naam. De uitgever is VRM Verlagsgruppe Rhein Main).

## Stedenbanden
- Watford (Verenigd Koninkrijk), sinds 1956
- Dijon (Frankrijk), sinds 1958
- Zagreb (Kroatië), sinds 1967
- Valencia (Spanje), sinds 1978
- Haifa (Israël), sinds 1987
- Erfurt (Duitsland), sinds 1988
- Louisville (Verenigde Staten), sinds 1994

## Bekende inwoners van Mainz

### Geboren
- Johannes Gutenberg (1397-1468), uitvinder van de boekdrukkunst
- Johann Fust (1400-1466), drukker en politicus
- Judah Minz (circa 1410-1508), rabbijn in Padua
- Joseph Karl Stieler (1781-1858), portretkunstschilder
- Clara Forster (1789-1839), papierknipkunstenaar
- Franz Bopp (1791-1867), taalkundige
- Johann-Joseph Krug (1800-1866), champagnemaker
- Johann Nepomuk Král (1839-1896), Oostenrijks componist en militaire kapelmeester van Boheemse afkomst
- Rudolf Rocker (1873-1958), anarchist en dichter
- Georg Jacoby (1882-1964), scenarioschrijver en filmregisseur
- Marguerite Weidauer-Wallenda (1882-1972), Duits-Zwitsers onderneemster en foorkraamster
- Anna Seghers (1900-1983), schrijfster
- Walter Hallstein (1901-1982), academicus, diplomaat, politicus en voorzitter van de Europese Commissie (1958-1967)
- Jochen Rindt (1942-1970), Formule 1-coureur
- Manuel Reuter (1961), autocoureur
- Franco Foda (1966), voetbalcoach en voormalig profvoetballer
- Ian Pooley (1975), diskjockey en muziekproducent
- Laura Tomlinson (1985), Britse amazone, die gespecialiseerd is in dressuur
- Immanuel Höhn (1991), voetballer
- Christian Mathenia (1992), voetballer
- Mario Pašalić (1995), Kroatisch voetballer
- Paula Beer (1995), actrice

### Overleden
- Paul Crutzen (1933-2021), Nederlands meteoroloog en Nobelprijswinnaar